# Bourniquel
Bourniquel település Franciaországban, Dordogne megyében. Lakosainak száma 67 fő (2022. január 1.). Bourniquel Pontours, Bayac, Beaumontois-en-Périgord, Molières, Saint-Avit-Sénieur és Beaumont-du-Périgord községekkel határos.

## Népesség
A település népességének változása:
| Lakosok száma | 62   | 78   | 52   | 63   | 65   | 66   | 69   | 71   | 71   | 67   |
|               | 1968 | 1982 | 1990 | 2006 | 2013 | 2015 | 2017 | 2019 | 2020 | 2022 |